# بيل دين
بيل دين (بالإنجليزية: Bill Dane)‏ هو مصور أمريكي، ولد في 12 نوفمبر 1938.